# MYV☆POPS
『MYV☆POPS』（ミヤヴィ・ポップス）は雅-miyavi-のメジャー2枚目のオリジナル・アルバム。2006年8月2日発売。発売元はユニバーサルJ。

## 概要
- ロック、アコースティック、ヘヴィ、テクノなど、あらゆる音楽性に富んだ作品。収録曲の大半がシングル曲となっている。
- 初回盤[1]・通常盤[2]の2タイプ同時発売。
- 初回盤は特典映像「撮りっぱなし盗撮ビデオ」を収録したDVD同梱。

## 収録曲
太字はシングル曲。
1. Are you ready to ROCK?-Rhythm Battle MIX-
（作詞・作曲　MYV／編曲　MYV、堤秀樹）
2. 結婚式の唄
（作詞・作曲　MYV／編曲　MYV、堤秀樹）
3. セニョールセニョーラセニョリータ
（作詞・作曲　雅-miyavi-／編曲　雅-miyavi-、堤秀樹）
4. Gigpigブギ
（作詞・作曲　雅-miyavi-／編曲　雅-miyavi-、堤秀樹）
5. Dear my friend-手紙を書くよ-
（作詞・作曲　雅-miyavi-／編曲　雅-miyavi-、堤秀樹）
6. 愛しい人（ベタですまん。）-2006 ver.-
（作詞・作曲　雅-miyavi-／編曲　雅-miyavi-、堤秀樹）
7. 君に願いを
（作詞・作曲　雅-miyavi-／編曲　雅-miyavi-、堤秀樹）
8. We love you〜世界は君を愛してる〜
（作詞・作曲・編曲　雅-miyavi-）
9. ピースサイン★
（作詞・作曲・編曲　雅-miyavi-）
10. 俺達だけのファイティングソング（通称ネバギバ）
（作詞・作曲・編曲　雅-miyavi-）

DVD　初回盤
1. 撮りっぱなし盗撮ビデオ